# Sinartoria dui
Espèce
Sinartoria dui est une espèce d'araignées aranéomorphes de la famille des Lycosidae.

## Distribution
Cette espèce est endémique du Guangxi en Chine,. Elle se rencontre dans le xian de Jinxiu.

## Description
Le mâle holotype mesure 4,16 mm et la femelle paratype 5,21 mm.

## Étymologie
Cette espèce est nommée en l'honneur de Cong-cong Du.

## Publication originale
- Lu, Zhang & Wang, 2025 : « Three new species of the wolf spider genus Sinartoria Wang, Framenau & Zhang, 2021 (Araneae, Lycosidae) from southern China. » ZooKeys, vol. 1244, p. 213–223.